# Barney Slater
Pour les articles homonymes, voir Slater.
Barney Slater est un scénariste américain né le 21 janvier 1923 à Gastonia (Caroline du Nord) et mort le 29 novembre 1978 à Los Angeles (Californie).

## Filmographie

### Cinéma
- 1952 : Ça pousse sur les arbres de Arthur Lubin
- 1953 : Mister Scoutmaster (en) de Henry Levin
- 1953 : It Happens Every Thursday (en) de Joseph Pevney
- 1954 : Panique sur la ville de Harmon Jones
- 1956 : Terre sans pardon de Rudolph Maté
- 1957 : Du sang dans le désert de Anthony Mann[1]
- 1973 : Les Cordes de la potence de Andrew V. McLaglen

### Télévision
- 1952 : Schlitz Playhouse of Stars (1 épisode)
- 1955 : Lux Video Theatre (1 épisode)
- 1956 : Lassie (1 épisode)
- 1957 : Circus Boy (2 épisodes)
- 1957 : Men of Annapolis (4 épisodes)
- 1957-1959 : Zane Grey Theater (3 épisodes)
- 1958 : Cheyenne (1 épisode)
- 1958-1959 : Mackenzie's Raiders (2 épisodes)
- 1958-1959 : L'Homme à la carabine (2 épisodes)
- 1958-1960 : Tombstone Territory (6 épisodes)
- 1959 : Westinghouse Desilu Playhouse (1 épisode)
- 1959 : The Texan (3 épisodes)
- 1959 : Adventure Showcase
- 1959 : The Millionaire (1 épisode)
- 1959-1960 : Bat Masterson (3 épisode)
- 1959-1960 : Johnny Ringo (3 épisodes)
- 1960 : Wichita Town (1 épisode)
- 1960 : Disney Parade (1 épisode)
- 1961 : Tales of Wells Fargo (1 épisode)
- 1961 : Shirley Temple's Storybook (3 épisodes)
- 1963 : The Donna Reed Show (2 épisodes)
- 1964 : The Rogues (1 épisode)
- 1965-1968 : Perdus dans l'espace[2] (22 épisodes)
- 1966 : L'Île aux naufragés (1 épisode)
- 1967 : Au cœur du temps (1 épisode)
- 1967-1968 : Mission impossible (3 épisodes)
- 1969 : Bonanza (1 épisode)
- 1969 : Les Mystères de l'Ouest (1 épisode)
- 1970 : Médecins d'aujourd'hui (1 épisode)
- 1971 : Columbo (1 épisode)
- 1978 : Chips (1 épisode)
- 1979 : Kaz (1 épisode)

## Nominations
- Oscars du cinéma 1958 : Nomination pour l'Oscar du meilleur scénario original (Du sang dans le désert)[3]